# 索菲·舍德尔
索菲·舍德尔（德語：Sophie Scheder，1997年1月7日—），德国女子竞技体操运动员。她曾代表德国参加2016年夏季奥林匹克运动会体操比赛，获得女子高低杠铜牌、女子个人全能第二十三名、女子团体全能第六名。